# Roque Pérez (partido)
Pour les articles homonymes, voir Roque Pérez.
Roque Pérez est un partido de la province de Buenos Aires fondé en 1913 dont la capitale est Roque Pérez.